# Afonso de Vasconcelos e Sousa da Câmara Caminha Faro e Veiga
Afonso de Vasconcelos e Sousa da Câmara Caminha Faro e Veiga (Lisboa, São José, 29 de Maio de 1783 – 27 de Agosto de 1827) 7.º conde da Calheta e 3.º marquês de Castelo Melhor
Exerceu o cargo de 16.º Capitão do donatário da ilha de Santa Maria, nos Açores, de 1806 a 1827. Foi precedido no cargo por António José de Vasconcelos e Sousa da Câmara Caminha Faro e Veiga, 6.º conde da Calheta e 2.º marquês de Castelo Melhor. Foi seguido por António de Vasconcelos e Sousa da Câmara Caminha Faro e Veiga, 8.º conde da Calheta e 4.º marquês de Castelo Melhor. 

## Relações familiares
Foi filho de António José de Vasconcelos e Sousa da Câmara Caminha Faro e Veiga, 2º marquês de Castelo Melhor (15 de Fevereiro de 1738 -?) e de D. Mariana de Assis Mascarenhas (14 de Dezembro de 1737 -?). Casou em Lisboa, ao Beato no dia 2 de Maio de 1811 com D. Francisca de Assis Xavier Teles da Gama (6 de Dezembro de 1793 -?) de quem teve:
1. Maria de Vasconcelos e Sousa (9 de Abril de 1812 -?),
2. Mariana de Vasconcelos e Sousa (29 de Março de 1813 -?),
3. Eugénia de Vasconcelos e Sousa (11 de Março de 1814 -?),
4. Helena de Vasconcelos e Sousa (15 de Março de 1815 -?),
5. António de Vasconcelos e Sousa da Câmara Caminha Faro e Veiga, 4º marquês de Castelo Melhor (13 de Março de 1816 -?) casou com D. Helena Luísa de Lima Brito Nogueira,
6. Domingos de Vasconcelos e Sousa (5 de Maio de 1817 -?),
7. José de Vasconcelos e Sousa (23 de Julho de 1818 -?) casou com Guilhermina Augusta Carneiro Leão,
8. Manuel de Vasconcelos e Sousa (5 de Janeiro de 1822 -?),
9. Luis de Vasconcelos e Sousa (18 de Março de 1823 -?) casou com D. Ana Rosa do Santíssimo Sacramento de Sousa Holstein.
10. Ana de Vasconcelos e Sousa (18 de Abril de 1824 -?).